# Stumptown AC
Stumptown AC (früher Stumptown Athletic) ist ein US-amerikanischer Fußballklub mit Sitz in der Kleinstadt Matthews im Bundesstaat North Carolina.

## Geschichte
Nachdem es bereits Ende 2017 erstmals eine Ankündigung gab, stellt die NISA den Klub am 23. Oktober 2018 erstmals vor. Mit dem Plan diesen im Spielbetrieb der geplanten Saison 2019/20 zu haben. Nachdem man öffentlich bislang nur von einem Team mit dem Charlotte sprach, wurde der finale Name Stumptown Athletic im Juni 2019 verkündet. Kurz darauf wurde dann Mark Steffens als Cheftrainer des neuen Teams vorgestellt.
In der Saison im Herbst 201 erreichte die Mannschaft mit zwölf Punkten aus sechs Spielen über den zweiten Platz die Playoffs, scheiterte dort jedoch mit 0:3 am Miami FC. Die Saison im Frühling 2020 wurde dann für die Spieler bereits nach zwei gespielten Partien, durch die COVID-19-Pandemie unterbrochen. Erst sollte es nur eine Pause geben, doch Ende April des Jahres wurde die Saison dann ganz abgesagt. Für die Herbst-Saison 2020 pausierte die Mannschaft danach gänzlich. Der ursprüngliche Klub wurde schließlich aufgelöst und unter dem Namen Stumptown AC am 3. März 2021 neu gegründet. Unterdessen wurde hier als neuer Cheftrainer Rod Underwood vorgestellt.
Unter dem neuen Namen nahm man so wieder an der Saison im Frühjahr 2021 teil. Diese wurde mit dem NISA Legends Cup begonnen und mit nur zwei Gegnern in einer lokalen Gruppe ausgespielt. Gegen den California United Strikers FC und den Detroit City FC konnte man aber lediglich einen Punkt durch ein Unentschieden gegen Ersteren holen. In der zweiten Phase platzierte man sich mit am Ende 15 Punkten nach acht gespielten Partien auf dem dritten Platz, was aber nicht für die Teilnahme am Saisonfinale reichte. Im Herbst 2021 sollte dann der NISA Independent Cup ausgetragen werden, an welchem man sich aber entschied, nicht teilzunehmen. Die Regular Season von August bis November bestand dann aus 18 Spieltagen, an dessen Ende die Mannschaft mit 20 Punkten auf dem achten Platz landete. In dieser Saison hatte der Klub teils die wenigsten Zuschauer in einer Partie. An der Saison 2022 nahm man dann wiederum erneut nicht teil. Die Pause dauert bis heute an, abseits der noch erreichbaren aber seit 2021 nicht mehr aktualisierten Website sind aber keine Informationen über Aktivitäten der Organisation mehr bekannt.